# Buteogallus anthracinus
El busardo negro norteño o gavilán cangrejero negro (Buteogallus anthracinus) es una especie de ave accipitriforme de la familia Accipitridae. Antiguamente incluía el busardo negro cubano como la subespecie B. anthracinus gundlachii, actualmente es considerada una especie diferente B. gundlachii. Con el busardo negro del Pacífico o de los manglares, ha ocurrido lo contrario. Tradicionalmente considerado una especie distinta, ahora se consideda una subespecie, Buteogallus anthracinus subtilis.
Está protegida en losandes. por el Tratado de Aves Migratorias de 1928.

## Descripción
El adulto mide 43-53 cm de largo y pesa 930 g de promedio. Tiene amplias alas, y es principalmente de color negro o gris muy oscuro. La cola corta es negra con una única banda ancha blanca y la punta blanca. El pico es negro y las patas y la cera son amarillas.
Ambos sexos son similares, pero las aves inmaduras son de color marrón oscuro por encima con manchas y rayas. Su vientre es blanquecino con manchas oscuras, y la cola está barrada en blanco y negro. La llamada consiste en un gorjeo distintivo "spink-speenk-speenk-spink-spink-spink".

## Ecología
Este busardo negro cría en las zonas más cálidas de América, desde el Suroeste de Estados Unidos hasta por Perú pasando por  América Central, las Antillas Menores o Venezuela, 
Esta es un ave principalmente costera, residentes de los manglares, las marismas y esteros, aunque hay las poblaciones del interior, incluyendo una población migrante en el noroeste de México y Arizona.
El Halcón Negro común se alimenta principalmente de cangrejos, pero también consume pequeños vertebrados y huevos. Esta especie se ve con frecuencia planeando o con un aleteo perezoso. 
Construye un nido mediante una plataforma de palos sobre un árbol, a menudo un mangle. Los nidos se reutilizan aportando nuevo material. Pone entre 1 y 3 huevos (generalmente uno), que son blancos con manchas marrones.

## Subespecies
Se conocen cinco subespecies de Buteogallus anthracinus:
Grupo anthracinus:
- Buteogallus anthracinus anthracinus - sudoeste de los Estados Unidos al norte de Sudamérica, San Vicente y Trinidad.
- Buteogallus anthracinus utilensis - Cancún, isla Cozumel e islas del golfo de  Honduras.

Grupo subtilis:
- Buteogallus anthracinus rhizophorae - costa pacífica de El Salvador y Honduras
- Buteogallus anthracinus bangsi - costa pacífica de Costa Rica y Panamá, archipiélago de las Perlas.
- Buteogallus anthracinus subtilis - costa pacífica de Colombia, Ecuador y extremo norte del Perú.